# Wu Dachao
Wu Dachao (Pinyin, 吳大朝 , Wu Ta-chao Wade-Giles; ...) è un artista marziale cinese.
Nel 1949 è a Taiwan dove partecipa alla costituzione della KFROC.
Egli è sesta generazione di uno stile Shaolin del Sud della Cina che ha appreso da Cai Wei 蔡尾, probabilmente Shihequan 食鶴拳, il Pugilato della Gru che Mangia o Caijiaquan 蔡家拳, Pugilato della Famiglia Cai.